# Marathrum stenocarpum
Marathrum stenocarpum là một loài thực vật có hoa trong họ Podostemaceae. Loài này được (Wedd.) P. Royen mô tả khoa học đầu tiên năm 1950.